# Кучевский, Филип
Филип Кучевский (пол. Filip Kuczewski; 29 ноября 1993) — польский шашист. Двукратный чемпион Польши по международным шашкам (2022, 2023), чемпион (2012)  и бронзовый призёр Чемпионата Польши по бразильским шашкам среди мужчин (2014), бронзовый призёр чемпионата Польши по международным шашкам (2019). Серебряный призёр первенства мира по шашкам-64 (русская версия) среди юношей до 23 лет (2013 год)
Участник чемпионата мира по бразильским шашкам среди мужчин (2012). Участник чемпионата мира 2021 года - десятое место в полуфинале.
В 2024 году на этапе Кубка мира в нидерландском Крагенбурге занял 3 место после Гунтиса Валнериса и Ваутера Сипмы.
Мастер спорта Польши по шашкам.
Проживает в городе Познань.